# Liste d'exoplanètes d'Andromède
Voici une liste d'exoplanètes d'Andromède. Elle recense les différentes planètes découvertes dans la constellation d'Andromède. Les planètes non-confirmées ou rejetées ayant été suffisamment notables pour avoir un article sont signalées en italique.
Pour les exoplanètes détectées uniquement par vitesses radiales, la valeur de la masse est en fait une limite inférieure (voir l'article Masse minimale pour plus d'informations).

## Planètes de la constellation d’Andromède
Les données de ce tableau ont pour source L'Encyclopédie des Systèmes extraplanétaires (Encyclopaedia of Extraplanetary Systems en anglais) de l’Observatoire de Paris.

| Étoile                       | Nom            | Distance (al) | Masse (MJ) | Rayon (RJ) | Période (jours ou années a) | Demi-grand axe (ua) | Temp. (K) | Découverte                     | Découverte |      |
| Étoile                       | Nom            | Distance (al) | Masse (MJ) | Rayon (RJ) | Période (jours ou années a) | Demi-grand axe (ua) | Temp. (K) | Méthode                        | Année      |      |
| ---------------------------- | -------------- | ------------- | ---------- | ---------- | --------------------------- | ------------------- | --------- | ------------------------------ | ---------- | ---- |
| 14 Andromedae (Veritate)     | b (Spe)        | 249,2         | ≤ 4,7      |            | 185,84                      | 0,83                |           | Vitesses radiales              | Année      | 2008 |
| Gliese 15 A                  | Ab             | 11,70         | ≤ 0,017    |            | 11,4407                     | 0,0717              |           | Vitesses radiales              | 2014       |      |
| Gliese 15 A                  | Ac,            | 11,70         | ≤ 0,113    |            | 7 555 ~20,7 a               | 5,4                 |           | Vitesses radiales              | 2018       |      |
| HAT-P-6 (Sterrennacht)       | b (Nachtwacht) | 650           | 1,057      | 1,26       | 3,853 003                   | 0,052 35            |           | Transits                       | 2007       |      |
| HAT-P-16                     | b              | 766           | 4,193      | 1,289      | 2,775 96                    | 0,0413              |           | Transits                       | 2010       |      |
| HAT-P-19                     | b              | 700           | 0,292      | 1,132      | 4,008 784                   | 0,0466              |           | Transits                       | 2010       |      |
| HAT-P-28                     | b              | 1 290         | 0,626      | 1,212      | 3,257 215                   | 0,0434              |           | Transits                       | 2011       |      |
| HAT-P-32                     | b              | 1 044         | 0,75       | 1,789      | 2,150 008 25                | 0,034 27            |           | Transits                       | 2011       |      |
| HAT-P-53                     | b              | 2 345         | 1,487      | 1,318      | 1,961 624 1                 | 0,031 59            | 1 778     | Transits                       | 2015       |      |
| HD 1605                      | b              | 276           | ≤ 0,96     |            | 577,9 ~1,6 a                | 1,48                |           | Vitesses radiales              | 2015       |      |
| HD 1605                      | c              | 276           | ≤ 3,48     |            | 2 111 ~5,8 a                | 3,52                |           | Vitesses radiales              | 2015       |      |
| HD 5583                      | b              | 720           | ≤ 5,78     |            | 139,35                      | 0,53                |           | Vitesses radiales              | 2016       |      |
| HD 5608                      | b              | 189,8         | ≤ 1,681    | 1,222      | 779,9 ~2,2 a                | 1,911               |           | Vitesses radiales              | 2012       |      |
| HD 8673 A                    | Ab             | 124,75        | ≤ 14,2     |            | 1 634 ~4,5 a                | 3,02                |           | Vitesses radiales              | 2010       |      |
| HD 13931                     | b              | 144,1         | ≤ 1,88     |            | 4 218 ~11,5 a               | 5,15                |           | Vitesses radiales              | 2009       |      |
| HD 16175 (Buna)              | b (Abol)       | 195,2         | ≤ 4,77     |            | 995,4 ~2,7 a                | 2,148               |           | Vitesses radiales              | 2007       |      |
| HD 222155                    | b              | 160           | ≤ 1,9      |            | 3 999 ~10,9 a               | 5,1                 |           | Vitesses radiales              | 2012       |      |
| Kappa Andromedae             | b              | 163           | 13         | 1,2        | 215 000 a                   | 100                 | 1 850     | Imagerie directe               | 2012       |      |
| PA-99-N2                     | b              | 2 190 000     | 6,34       |            |                             |                     |           | Microlentille gravitationnelle | 2009       |      |
| Qatar-3                      | b              |               | 4,31       | 1,096      | 2,507 920 4                 | 0,037 83            | 1 681     | Transits                       | 2016       |      |
| Upsilon Andromedae (Titawin) | b (Saffar)     | 43,9          | ≤ 0,62     |            | 4,617 11                    | 0,059               |           | Vitesses radiales              | 1996       |      |
| Upsilon Andromedae (Titawin) | c (Samh)       | 43,9          | ≤ 9,1      |            | 240,937                     | 0,861               |           | Vitesses radiales              | 1999       |      |
| Upsilon Andromedae (Titawin) | d (Majriti)    | 43,9          | ≤ 4,132    |            | 1 276,46 ~3,5 a             | 2,513 29            |           | Vitesses radiales              | 1999       |      |
| Upsilon Andromedae (Titawin) | e              | 43,9          | ≤ 1,059    |            | 3 848,86 ~10,5 a            | 5,2456              |           | Vitesses radiales              | 2010       |      |
| WASP-1                       | b              | 1 330         | 0,854      | 1,483      | 2,519 945 4                 | 0,038 89            |           | Transits                       | 2007       |      |
| WASP-33                      | b              | 380           | 2,8        | 1,603      | 1,219 869 67                | 0,025 58            |           | Transits                       | 2010       |      |